# Tsaratanana (Vatovavy-Fitovinany)
Tsaratanana is een plaats en commune in het zuiden van Madagaskar, behorend tot het district Ifanadiana, dat gelegen is in de regio Vatovavy-Fitovinany. Tijdens een volkstelling in 2001 telde de plaats 21.185 inwoners.
De plaats biedt naast lager onderwijs ook middelbaar onderwijs aan. 93 % van de bevolking werkt als landbouwer. De belangrijkste landbouwproducten zijn rijst en bonen; andere belangrijke producten zijn koffie en maniok. Verder is 7 % actief in de dienstensector.